# Drosophila unicula
Drosophila unicula är en tvåvingeart som beskrevs av Elmo Hardy 1965. Drosophila unicula ingår i släktet Drosophila och familjen daggflugor.
Artens utbredningsområde är Hawaii.